# Сграда на улица „Караолис ке Димитриу“ № 35
Сградата на улица „Караолис ке Димитриу тон Киприон“ № 55 (на гръцки: Κτίριο στη Καραολή & Δημητρίου των Κυπρίων 35) е архитектурна забележителност в град Солун, Гърция.

## Местоположение
Къщата е разположенa на улица „Караолис ке Димитриу тон Киприон“ № 35 и площад „Антигониди“.

## История
Сградата е построена според морфологията си в края на 20-те - началото на 30-те години на XX век.
В 2016 година е обявена за защитен обект.

## Архитектура
Сградата първоначално се състои от три етажа, като по-късно е добавен частично четвърти. Тя е с елементи на опростена еклектика и два входа. Забележителни са високосводестите отвори, еркерите на екстериорите с малка ширина, декоративният хоризонтален корниз на височината на третия етаж с кръгли и овални мотиви, конфигурацията на входовете на приземния етаж с дървени врати с релефни декорации и акцентирани рамки, които завършват в полукръгла конфигурация с капандури и декоративни ключове.